# Buļļi
Buļļi es un barrio de la ciudad de Riga, Letonia.

## Superficie
Posee una superficie de 7 kilómetros cuadrados (700 hectáreas).

## Población
Hasta 2021 presentaba una población de 314 habitantes, con una densidad de población de 44,857 habitantes por kilómetro cuadrado.

## Transporte

### Rutas
- Autobús: 3, 36.[1]